# 基希多夫
基希多夫是德国下萨克森州的一个市镇。总面积47.75平方公里，总人口2028人，其中男性1045人，女性983人（2011年12月31日），人口密度42人/平方公里。

## 友好城市
- 法國 圣卡莱